# كاواتاكي موكيوامي
كاواتاكي موكيوامي (باليابانية: 河竹黙阿弥 ) (و. 1816 – 1893 م) هو كاتب، وكاتب سيناريو، وكاتب مسرحي ياباني، ولد في طوكيو، توفي عن عمر يناهز 77 عاماً.

## روابط خارجية
- كاواتاكي موكيوامي على موقع IMDb (الإنجليزية)
- كاواتاكي موكيوامي على موقع الموسوعة البريطانية (الإنجليزية)
- كاواتاكي موكيوامي على موقع قاعدة بيانات الفيلم (الإنجليزية)